# USP27X
USP27X (англ. Ubiquitin specific peptidase 27, X-linked) — білок, який кодується однойменним геном, розташованим у людей на короткому плечі X-хромосоми. Довжина поліпептидного ланцюга білка становить 438 амінокислот, а молекулярна маса — 49 630.
| 10         |  | 20         |  | 30         |  | 40         |  | 50         |
| ---------- |  | ---------- |  | ---------- |  | ---------- |  | ---------- |
| MCKDYVYDKD |  | IEQIAKEEQG |  | EALKLQASTS |  | TEVSHQQCSV |  | PGLGEKFPTW |
| ETTKPELELL |  | GHNPRRRRIT |  | SSFTIGLRGL |  | INLGNTCFMN |  | CIVQALTHTP |
| ILRDFFLSDR |  | HRCEMPSPEL |  | CLVCEMSSLF |  | RELYSGNPSP |  | HVPYKLLHLV |
| WIHARHLAGY |  | RQQDAHEFLI |  | AALDVLHRHC |  | KGDDVGKAAN |  | NPNHCNCIID |
| QIFTGGLQSD |  | VTCQACHGVS |  | TTIDPCWDIS |  | LDLPGSCTSF |  | WPMSPGRESS |
| VNGESHIPGI |  | TTLTDCLRRF |  | TRPEHLGSSA |  | KIKCGSCQSY |  | QESTKQLTMN |
| KLPVVACFHF |  | KRFEHSAKQR |  | RKITTYISFP |  | LELDMTPFMA |  | SSKESRMNGQ |
| LQLPTNSGNN |  | ENKYSLFAVV |  | NHQGTLESGH |  | YTSFIRHHKD |  | QWFKCDDAVI |
| TKASIKDVLD |  | SEGYLLFYHK |  | QVLEHESEKV |  | KEMNTQAY   |  |            |

A: Аланін

C: Цистеїн

D: Аспарагінова кислота

E: Глутамінова кислота

F: Фенілаланін

G: Гліцин

H: Гістидин

I: Ізолейцин

K: Лізин

L: Лейцин

M: Метіонін

N: Аспарагін

P: Пролін

Q: Глутамін

R: Аргінін

S: Серин

T: Треонін

V: Валін

W: Триптофан

Кодований геном білок за функціями належить до гідролаз, протеаз, тіолових протеаз.
Задіяний у такому біологічному процесі, як убіквітинування білків.
Локалізований у цитоплазмі, ядрі.